# Husnes
Husnes is een plaats in de Noorse gemeente Kvinnherad, provincie Vestland. Husnes telt 2236 inwoners (2007) en heeft een oppervlakte van 2,6 km².
Dimmelsvik · Herøysund · Husnes · Rosendal · Sæbøvik · Seimsfoss · Sunde/Valen · Uskedal